# 小栗卓巳
小栗 卓巳（おぐり たくみ、1978年7月4日- ）は、日本のアートディレクター、デザイナー。神奈川県出身。

博報堂を経て、HAKUHODO DESIGN所属。JAGDA会員。

## 略歴
武蔵野美術大学を卒業後、博報堂に入社。アートディレクターとして、グラフィックデザイン、ロゴマーク・パッケージデザイン、プロダクトデザイン、エディトリアルデザインなどを幅広く手掛ける。グーグル株式会社「Google Puzzle」のポスターデザインで2012年度ADC賞を受賞。2014年からHAKUHODO DESIGNに所属。
- 2002年 武蔵野美術大学視覚伝達デザイン学科卒業
- 2002年 株式会社博報堂入社

クリエイティブ局、EBUクリエイティブ局、クリエイティブデザインセンター
- 2014年 株式会社HAKUHODO DESIGN入社

## 主な作品

### 広告グラフィック
- Google
- 眼鏡市場　ALOOK
- 三陽商会
- 住友林業
- メルローズ
- ハウスウェルネスフーズ　サムライド
- NTTレゾナント
- 日産自動車（OTTI /X-trai /Lafesta）
- 日本コカ・コーラ（SPRITE /SPRITE ZERO）
- リクルートエージェント
- INAX

### 音楽CD・DVDジャケット
- コブクロ
- JUNIEL

## 受賞歴
- ADC賞
- JAGDA新人賞ノミネート
- 朝日広告賞　入賞
- 読売新聞広告賞　準部門賞
- APAアワード入賞
- 東京インタラクティブアドアワーズ　銀賞 ／ 銅賞
- ロンドンインターナショナルアワード　Gold ／Bronze
- アジア太平洋広告祭　Silver／Finalist
- アドフェストSilver／Bronze
- カンヌ国際広告賞　Silver／Short list
- CLIO　Short list
- NY ADC　Merit
- D&AD　Nomination